# Vimieiro (Orense)
Vimieiro (llamada oficialmente San Xoán de Vimieiro) es una parroquia y un lugar del municipio español de Castro Caldelas, en la provincia de Orense, Galicia.

## Toponimia
La parroquia también es conocida por el nombre de San Juan de Vimieiro.

## Organización territorial
La parroquia está formada por una entidad de población:
- Vimieiro

## Demografía
Gráfica demográfica del lugar y parroquia de Vimieiro según el INE español:
| Gráfica de evolución demográfica de Vimieiro entre 2000 y 2022 |
|                                                                |
| Datos según el nomenclátor publicado por el INE.               |